# مک‌دونالد (کانزاس)
مک‌دونالد (به انگلیسی: McDonald) شهری در ایالت کانزاس کشور ایالات متحده آمریکا است که جمعیت آن در سرشماری سال ۲۰۲۰ میلادی، ۱۱۳ نفر بوده‌است.